# Alajuelita
Alajuelita è un distretto della Costa Rica, capoluogo del cantone omonimo, nella provincia di San José.
Alajuelita è ubicata nel Valle Centrale e fa parte dell'area metropolitana di San José.